# Elisabeth Aspe
Elisabeth Aspe, aussi appelée Elisabeth Nieländer, parfois orthographié Niliander, née en 1860 et morte en 1927, est une écrivaine estonienne. Connue aussi comme une pionnière de la littérature urbaine estonienne. 

## Biographie

### Jeunesse
Elisabeth Aspe intègre l'école pour filles de Pärnu en 1871, elle y étudie jusqu'en 1878.  Elle est la fille d’un meunier et reçoit une éducation de qualité qui nourrit son amour pour la littérature. Après ses études, elle jongle entre l’écriture et des responsabilités familiales, notamment l’éducation des enfants de sa sœur décédée. Mariée à Heinrich Nieländer, elle poursuit discrètement sa carrière littéraire malgré une reconnaissance limitée.À partir de 1880, elle travaille avec le journal Eesti Postimees.
Elle était proche de la poétesse Elise Aun a qui elle écrivait des lettres qui montraient les difficultés qu’elle avait dans sa vie professionnelle, le fait d’écrire en tant que femme, et sa vie personnelle car elle devait s’occuper des membres malades de sa famille. Dans son œuvre Ennosaare Ain écrit en 1888, Aspe nous montre les conflits identitaires et les dilemmes moraux de la société, elle montre aussi les conditions des femmes écrivaines de l’époque.

### Carrière
Elisabeth Aspe est connue pour ses descriptions réalistes de la vie en Estonie. Son ouvrage le plus remarqué Kasuõde est publié en 1887. Il est suivi par deux autres publications connues : Ennosaare Ain datant de 1888 et Anna Dorothea en 1891. Aspe aborde des thèmes comme l’identité, l’amour et les tensions entre ville et campagne dans ses œuvres. Elle illustre avec réalisme les bouleversements sociaux de l’Estonie du XIXe siècle, en dépeignant des relations humaines complexes et des dilemmes moraux enracinés dans les transformations culturelles de son temps.
Ses récits offrent une vision équilibrée de la ville, à la fois symbole d’opportunités et source d’incertitudes.Elle décrit l’industrialisation sans jugement sévère, mettant en lumière les dilemmes identitaires de ses personnages. Les évolutions urbaines dans ses œuvres traduisent les mutations sociales de son époque, notamment la diminution des contrastes entre monde rural et urbain.
Les récits d’Aspe mettent en valeur le rôle des femmes dans l’évolution de l’identité nationale estonienne. Son approche subtil de la modernité et des tensions sociales en fait une figure clé de la littérature estonienne, témoignant des aspirations et des défis d’une société en transformation.
Elisabeth Aspe dans ces écrits recherchait de l’authenticité, c’est pour cela qu’elle n’était pas connu dans les cercles littéraires élitistes de son époque. Elle donnait à ces récits un langage accessible à tous, une stratégie pour rendre ses histoires universelles, ce qui a fait d'elle une adepte du dialecte local.
Dans la littérature réaliste estonienne Aspe est l’une des premières femmes à s’imposer. Grâce à l’aide de sa famille, elle a réussi à débuter en publiant ces écrits dans des journaux, des journaux comme Eesti Postimees. Elle publiait souvent sous d’autres noms, ce qui a fortement retardé sa reconnaissance à travers le monde. Elle a beaucoup écrit sur la réalité de la vie en Estonie et son œuvre Kasuode publié en 1887 l’aborde bien notamment sur les tensions culturelles entre Estoniens et Allemands à son époque.

## Œuvres
- Enne ukse lukutamist, 1881
- Kasuõde, 1887
- Ennossaare Ain, 1888
- Anna Dorothea, 1891
- (et) Elisabeth Aspe, Aastate pärast : Lugu ühe naese elust, Postimees, 1911 (lire en ligne)

## Reconnaissance
Une rue porte le nom d'Elisabeth Aspe à Tallinn. Son nom est aussi inscrit dans un parc de sa ville natale de Pärnu. Malgré son rôle précurseur, Aspe reste en marge des cercles littéraires élitistes et publie parfois anonymement. Elle reçoit une pension littéraire dans les années 1920, signe d’une reconnaissance tardive.